# アエネアス (小惑星)
アエネアス (1172 Aneas) は木星の後方トロヤ群に属する小惑星である。1933年にカール・ラインムートがハイデルベルクで発見した。
トロイア王家の傍流で、ローマを建国したロムルスとレムスの先祖とされている半神の英雄、アエネアスに因んで名付けられた。